# Wilma Burgess
Wilma Charlene Burgess (Orlando, 11 giugno 1939 – 26 agosto 2003) è stata una cantante statunitense.

## Biografia
Nel corso della sua carriera Wilma Burgess ha accumulato tre ingressi nella Top Country Albums (tra cui due top ten) e quindici nella Hot Country Songs. La cantante è morta nel 2003, all'età di 64 anni, a seguito di un attacco cardiaco.

## Discografia

### Album in studio
- 1966 – Don't Touch Me
- 1967 – Wilma Burgess Sings Misty Blue
- 1967 – Tear Time
- 1968 – The Tender Lovin' Country Sound of Wilma Burgess
- 1969 – Parting Is Such Sweet Sorrow
- 1974 – Wake Me Into Love (con Buddy Logan)
- 1982 – Could I Have This Dance

### Raccolte
- 1973 – Misty Blue

### Singoli
- 1962 – Confused
- 1964 – Raining in My Pillow
- 1965 – You Can't Stop My Heart from Breaking
- 1965 – The Closest Thing to Love
- 1965 – Baby
- 1966 – Don't Touch Me
- 1966 – Misty Blue
- 1967 – Fifteen Days
- 1967 – Tear Time
- 1968 – Watch the Roses Grow
- 1968 – Look at the Laughter
- 1969 – Parting (Is Such Sweet Sorrow)
- 1969 – The Woman in Your Life
- 1969 – The Sun's Gotta Shine
- 1970 – Lonely for You
- 1971 – Until My Dreams Come True
- 1971 – I See Her Love All Over You
- 1973 – Feelin' the Way a Woman Should
- 1973 – I'll Be Your Bridge (Just Lay Me Down)
- 1973 – Wake Me Into Love (con Buddy Logan)
- 1974 – The Best Day of the Rest of Our Love (con Buddy Logan)
- 1974 – Love Is Here
- 1975 – Love Is the Foundation (con Buddy Logan)
- 1975 – Baby's Not Forgotten
- 1975 – Satisfied Man
- 1977 – Use Me
- 1977 – Once You Were Mine